# Classe 1935
La classe 1935 fu una classe di torpediniere della Kriegsmarine tedesca, entrate in servizio tra il 1939 e il 1942 e attive durante la seconda guerra mondiale. Le ultime 9 unità della classe sono note in Germania come classe 1937, in quanto presentavano lievi modifiche rispetto alle precedenti 12 unità.

## Caratteristiche
Tutte le unità vennero costruite nei cantieri Schichau di Elbing, tranne 6 unità (T5, T6, T7, T8, T11, T12) che invece vennero assemblate nei cantieri Deschimag di Brema. Seconda classe di torpediniere ad essere costruita in Germania dalla fine della prima guerra mondiale (la prima fu la Classe Möwe), il progetto originario puntava a realizzare una nave specificamente destinata agli attacchi con i siluri, molto veloce, e che rispettasse le clausole del Trattato navale di Washington che limitavano a 600 tonnellate il dislocamento delle unità siluranti. In realtà, il progetto non si dimostrò ben riuscito: il limite delle 600 tonnellate non poté essere rispettato, e il dislocamento standard aumentò fino a quasi 900 tonnellate; per garantire alte velocità, furono installate delle turbine ad alta pressione, ma queste si dimostrarono piuttosto inaffidabili, nonché difficili da riparare negli spazi ristretti dello scafo; l'enfasi data all'installazione di numerosi tubi lanciasiluri limitò il numero delle artiglierie, ridotte ad un unico pezzo da 105 mm (rivolto a poppa, in quanto doveva coprire la torpediniera mentre si allontanava dopo il lancio dei siluri) e a tre cannoncini antiaerei (appena sufficienti a garantire una protezione adeguata). I motori consentivano velocità elevate, ma a velocità più ridotte o in presenza di mare mosso le imbarcazioni si dimostrarono piuttosto instabili, pregiudicando così la loro capacità come posamine.
Nel tentativo di risolvere questi problemi al progetto originario vennero apportate alcune modifiche; le ultime 9 unità di questa classe avevano uno scafo leggermente più grande (874 t di stazza standard e 1.121 a pieno carico) e turbine con una pressione più bassa, ma ciò nonostante si dimostrarono inaffidabili come i predecessori. Sempre nel tentativo di migliorarle, nel corso della guerra ad alcune unità venne sostituito uno dei lanciasiluri con altri cannoncini antiaerei, mentre nel 1945 sulle unità superstiti vennero installate apparecchiature radar.
Le navi vennero impiegate nel Mare del Nord, nel Canale della Manica e nel Mar Baltico, principalmente come scorta ad altre navi e come navi pattuglia, ma le loro inadeguate prestazioni convinsero ben presto gli strateghi della Kriegsmarine a porle in riserva, utilizzandole prevalentemente come navi-scuola per i comandanti degli U-Boot. Dalla fine del 1944, molte unità di questa classe vennero richiamate in servizio per fungere da scorta alle navi che trasportavano verso ovest i profughi in fuga davanti all'avanzata sovietica in Prussia Orientale.
Otto unità di questa classe sopravvissero alla guerra e vennero spartite tra gli Alleati come bottino di guerra.

## Le navi
Le navi di questa classe non avevano nomi propri, ma solo una sigla identificativa, da T1 a T21 (la T stava per Torpedoboot, Torpediniera in tedesco).
Classe 1935
| Nome | Impostazione     | Varo             | Entrata in servizio | Destino finale |
| ---- | ---------------- | ---------------- | ------------------- | --- |
| T1   | 14 novembre 1936 | 19 febbraio 1939 | 2 dicembre 1939     | affondata il 9 aprile 1945 nel porto di Kiel in un bombardamento aereo |
| T2   | 14 novembre 1936 | 7 aprile 1938    | 9 dicembre 1939     | gravemente danneggiata in un bombardamento aereo il 29 luglio 1944 a Brema, venne rottamata nel 1946 |
| T3   | 14 novembre 1936 | 23 giugno 1938   | 3 febbraio 1940     | affondata a Le Havre in un bombardamento aereo il 18 settembre 1940, ma recuperata e riparata; affondata da mine nella baia di Danzica il 14 marzo 1945 |
| T4   | 29 dicembre 1936 | 15 aprile 1938   | 27 maggio 1940      | acquisita dalla Marina statunitense e ceduta poi alla Danimarca; radiata nel febbraio 1952 |
| T5   | 30 dicembre 1936 | 22 novembre 1938 | 23 gennaio 1940     | affondata per l'urto con una mina nella baia di Danzica il 14 marzo 1945 |
| T6   | 9 gennaio 1937   | 16 dicembre 1938 | 30 aprile 1940      | affondata vicino Aberdeen il 7 novembre 1940 per l'urto con una mina |
| T7   | 20 agosto 1937   | 18 giugno 1938   | 20 dicembre 1939    | affondata il 29 luglio 1944 a Brema in un bombardamento aereo; recuperata, venne rottamata tra il 1947 e il 1948 |
| T8   | 28 agosto 1937   | 10 agosto 1938   | 8 ottobre 1939      | affondata nel Baltico il 3 maggio 1945 |
| T9   | 24 novembre 1936 | 3 novembre 1938  | 4 luglio 1940       | affondata nel Baltico il 3 maggio 1945 |
| T10  | 24 novembre 1936 | 6 agosto 1939    | 5 agosto 1940       | affondata in un bombardamento aereo il 18 dicembre 1944 a Gdynia |
| T11  | 1º luglio 1938   | 1º marzo 1939    | 24 maggio 1940      | acquisita dalla Marina francese e ribattezzata Bir Hakeim, ma mai entrata in servizio; radiata nell'ottobre 1951 |
| T12  | 20 agosto 1938   | 12 aprile 1939   | 3 luglio 1940       | acquisita dalla Marina sovietica e ribattezzata Podvizhny (Подвижный); trasformata nel 1954 nella nave-bersaglio Kit e fatta oggetto di test con armi nucleari nel Lago Ladoga, dove affondò nel 1959. Il relitto, ancora contaminato, venne recuperato nel 1991 e affondato in acque più profonde |

Classe 1937
| Nome | Impostazione | Varo              | Entrata in servizio | Destino finale |
| ---- | ------------ | ----------------- | ------------------- | --- |
| T13  | 1939         | 15 giugno 1939    | 31 maggio 1941      | affondata in un bombardamento aereo il 10 aprile 1945 presso Læsø                                                                                                 |
| T14  | 1939         | 20 luglio 1939    | 14 giugno 1941      | acquisita dalla marina francese e ribattezzata Dompaire; radiata nel 1951                                                                                         |
| T15  | 1939         | 16 settembre 1939 | 26 giugno 1941      | affondata in un bombardamento aereo il 13 dicembre 1943 nel porto di Kiel                                                                                         |
| T16  | 1939         | 23 novembre 1939  | 24 luglio 1941      | gravemente danneggiata in un bombardamento aereo il 10 aprile 1945, radiata il 13 aprile seguente                                                                 |
| T17  | 1939         | 13 marzo 1940     | 18 agosto 1941      | acquisita dalla marina sovietica e ribattezzata Poryvisty (Порывистый); radiata nel febbraio 1960                                                                 |
| T18  | 1939         | 1º giugno 1940    | 22 novembre 1941    | affondata da aerei sovietici il 13 settembre 1944 al largo delle coste dell'Estonia                                                                               |
| T19  | 1939         | 20 luglio 1940    | 18 dicembre 1942    | acquisita dalla marina statunitense e ceduta poi alla Danimarca; radiata nel febbraio 1952                                                                        |
| T20  | 1939         | 12 settembre 1940 | 5 giugno 1942       | acquisita dalla marina francese e ribattezzata Baccarat; radiata nel 1951                                                                                         |
| T21  | 1939         | 21 novembre 1940  | 11 giugno 1942      | acquisita dalla marina statunitense; affondata il 10 giugno 1946 al largo dello Jutland con a bordo un carico di munizioni d'artiglieria caricate con gas tossici |